# Kelloggella
Kelloggella es un género de peces de la familia Gobiidae en el orden Perciformes.

## Especies
- Kelloggella cardinalis Jordan & Seale, 1906
- Kelloggella disalvoi Randall, 2009
- Kelloggella oligolepis (Jenkins, 1903)
- Kelloggella quindecimfasciata (Fowler, 1946)
- Kelloggella tricuspidata (Herre, 1935)